# Eleição municipal de Salto em 2016
A eleição municipal de Salto em 2016 foi realizada em 02 de outubro de 2016 para eleger um prefeito, um vice-prefeito e 17 vereadores no município de Salto, no Estado de São Paulo, no Brasil. O prefeito eleito foi o administrador Geraldo Garcia do Partido Progressista PP, com 51,01% do votos válidos. Garcia não foi considerado eleito logo após a apuração dos votos em 2 de outrubo, quem aparecia como eleito no site do Tribunal Superior Eleitoral, TSE, era o candidato Laerte Sonsin do Partido da Mobilização Nacional PMN, com 11.376 votos. Por outro lado, 30.640 eleitores haviam votado em Geraldo Garcia do Partido Progressista, PP. Os votos do Geraldo não apareciam porque ele havia apresentado recurso contra a impugnação de sua candidatura, recurso este que fora aceito posteriormente.
Salto foi um dos 495 municípios em que o PP venceu as eleições municipais.m/politica/eleicoes/2016/blog/eleicao-2016-em-numeros/post/psdb-e-psd-crescem-em-n-de-prefeituras-pt-encolhe.html consultado em 12 de junho de 2017]</ref>
Para vereador de Salto, 329 candidatos disputaram as 17 vagas disponíveis na Câmara Municipal. O candidato mais bem votado foi Edmilson Santos do partido DEM, com 2.280 votos, totalizando 3,78% do total de votos, o último lugar a ser preenchido para vereador foi de Garotinho do PT, com 558 votos num total de 0,93% do total de votos.

## Eleitorado

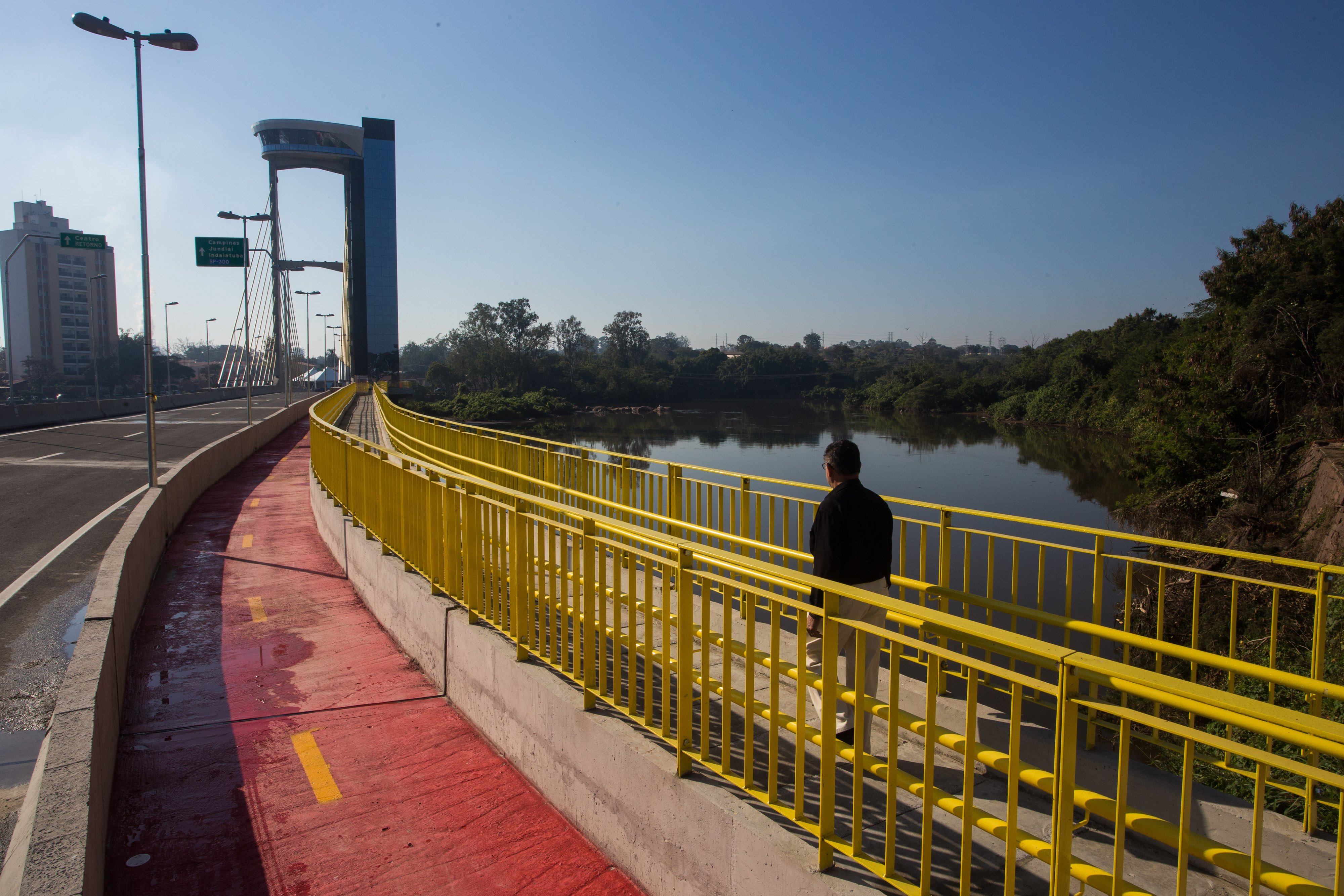
Vista da ponte estaiada com mirante, na cidade de Salto, em 16 de junho de 2016

No município de Salto, 86.030 eleitores estavam aptos a votar sendo que 60.343 dos votos foram válidos, além dos votos em branco e nulos, Salto teve um total de 19,44% dos eleitores ausentes, o que representa 16.726 eleitores.

## Candidatos
Foram quatro candidatos à prefeitura em 2016 na cidade se Salto: Geraldo Garcia do PP, Laerte Sonsin do PMN, Juvenil Cirelli do PDT e Dr. Angelo do PV.
|  | Candidato(a)    | Vice                  | Partido | Coligação                                                               |
|  | --------------- | --------------------- | ------- | ----------------------------------------------------------------------- |
|  | Geraldo Garcia  | Dr.wagner             | PP      | "Retomando o Progresso" (PP/PMDB/DEM/PCdoB/PEN/PPS/PSB/PSDB/PTC/PMB/SD) |
|  | Laerte Sonsin   | Oswaldo Dalla Vecchia | PMN     | "Salto Inove, Renove!" (PRTB/PMN)                                       |
|  | Juvenil Cirelli | Willhes Gomes         | PDT     | "Salto do Bem" (PDT/PROS/PT/PR/PRP/PTN/PSL/PRB/PSC/PSDC/PSD)            |
|  | Dr. Angelo      | João Conti            | PV      | "Ficha Limpa" (PV/PTB)                                                  |

## Resultados

### Prefeito
No dia 2 de outubro, Geraldo Garcia foi eleito com 51,01% dos votos válidos.
| Candidato(a)           | Vice                         | 1º Turno 2 de outubro de 2016 | 1º Turno 2 de outubro de 2016 |
| Candidato(a)           | Vice                         | Votação                       | Votação                       |
|                        |                              | Total                         | Porcentagem                   |
| ---------------------- | ---------------------------- | ----------------------------- | ----------------------------- |
| Geraldo Garcia (PP)    | Dr. Wagner (PSDB)            | 30.782                        | 51,01%                        |
| Laerte Sonsin (PMN)    | Oswaldo Dalla Vecchia (PRTB) | 11.376                        | 18,85%                        |
| Juvenil Cirelli (PDT)  | Willhes Gomes (PSD)          | 11.243                        | 18,63%                        |
| Dr. Angelo (PV)        | João Conti (PTB)             | 6.942                         | 11,50%                        |
| Total de votos válidos | Total de votos válidos       | 60.343                        | 87,07%                        |
| Votos em branco        | Votos em branco              | 3.053                         | 4,41%                         |
| Votos nulos            | Votos nulos                  | 5.908                         | 8,52%                         |
| Total                  | Total                        | 69.306                        | 100%                          |
| Abstenções             | Abstenções                   | 16.726                        | 19,44%                        |
| Votos apurados         | Votos apurados               | 69.306                        | 100%                          |
| Total de eleitores     | Total de eleitores           | 86.030                        | 100%                          |

### Vereador
Entre os 329 candidatos para a vaga na Câmara Municipal, dezessete (17) vereadores foram eleitos, dois (2) eram, em 2016, do mesmo partido que o prefeito eleito Geraldo Garcia, do PP.
| Resultado da eleição para a Câmara Municipal de Salto em 2016 por candidato | Resultado da eleição para a Câmara Municipal de Salto em 2016 por candidato | Resultado da eleição para a Câmara Municipal de Salto em 2016 por candidato | Resultado da eleição para a Câmara Municipal de Salto em 2016 por candidato | Resultado da eleição para a Câmara Municipal de Salto em 2016 por candidato | Resultado da eleição para a Câmara Municipal de Salto em 2016 por candidato |
| Candidato                                                                   | Número                                                                      | Partido                                                                     | Votos                                                                       | Porcentagem                                                                 |                                                                             |
| --------------------------------------------------------------------------- | --------------------------------------------------------------------------- | --------------------------------------------------------------------------- | --------------------------------------------------------------------------- | --------------------------------------------------------------------------- | --------------------------------------------------------------------------- |
| Edemilson Santos                                                            | 25025                                                                       | DEM                                                                         | 2.280                                                                       | 3,78%                                                                       |                                                                             |
| Cicero Landim                                                               | 40124                                                                       | PSB                                                                         | 1.568                                                                       | 2,60%                                                                       |                                                                             |
| Vinicius Saudino                                                            | 55123                                                                       | PSD                                                                         | 1.409                                                                       | 2,34%                                                                       |                                                                             |
| Natalino                                                                    | 10123                                                                       | PRB                                                                         | 1.106                                                                       | 1,83%                                                                       |                                                                             |
| Cordeiro                                                                    | 13456                                                                       | PT                                                                          | 1.072                                                                       | 1,78%                                                                       |                                                                             |
| Lafaiete                                                                    | 25123                                                                       | DEM                                                                         | 1.037                                                                       | 1,72%                                                                       |                                                                             |
| Xandão                                                                      | 20000                                                                       | PSC                                                                         | 938                                                                         | 1,56%                                                                       |                                                                             |
| Dr. Otavio                                                                  | 40444                                                                       | PSB                                                                         | 889                                                                         | 1,47%                                                                       |                                                                             |
| Luizão                                                                      | 11111                                                                       | PP                                                                          | 881                                                                         | 1,46%                                                                       |                                                                             |
| Marcio Conrado                                                              | 36333                                                                       | PTC                                                                         | 845                                                                         | 1,40%                                                                       |                                                                             |
| Clodoaldo da Saúde                                                          | 55111                                                                       | PSD                                                                         | 763                                                                         | 1,27%                                                                       |                                                                             |
| Alemão Santa Cruz                                                           | 11550                                                                       | PP                                                                          | 722                                                                         | 1,20%                                                                       |                                                                             |
| Kiel                                                                        | 90000                                                                       | PROS                                                                        | 707                                                                         | 1,17%                                                                       |                                                                             |
| Macaia                                                                      | 36136                                                                       | PTC                                                                         | 686                                                                         | 1,14%                                                                       |                                                                             |
| Alvaro Pacheco                                                              | 51007                                                                       | PEN                                                                         | 650                                                                         | 1,08%                                                                       |                                                                             |
| Neguinho do Açougue                                                         | 11021                                                                       | PP                                                                          | 599                                                                         | 0,99%                                                                       |                                                                             |
| Garotinho                                                                   | 13000                                                                       | PT                                                                          | 558                                                                         | 0,93%                                                                       |                                                                             |

| Votos válidos   | Votos válidos   | 60.343 | 87,07% |
| Votos nulos     | Votos nulos     | 5.908  | 8,52%  |
| Votos em branco | Votos em branco | 3.053  | 4,41%  |
| Ausentes        | Ausentes        | 16.726 | 19,44% |
| Total           | Total           | 86.030 | 100%   |
| --------------- | --------------- | ------ | ------ |

## Análises

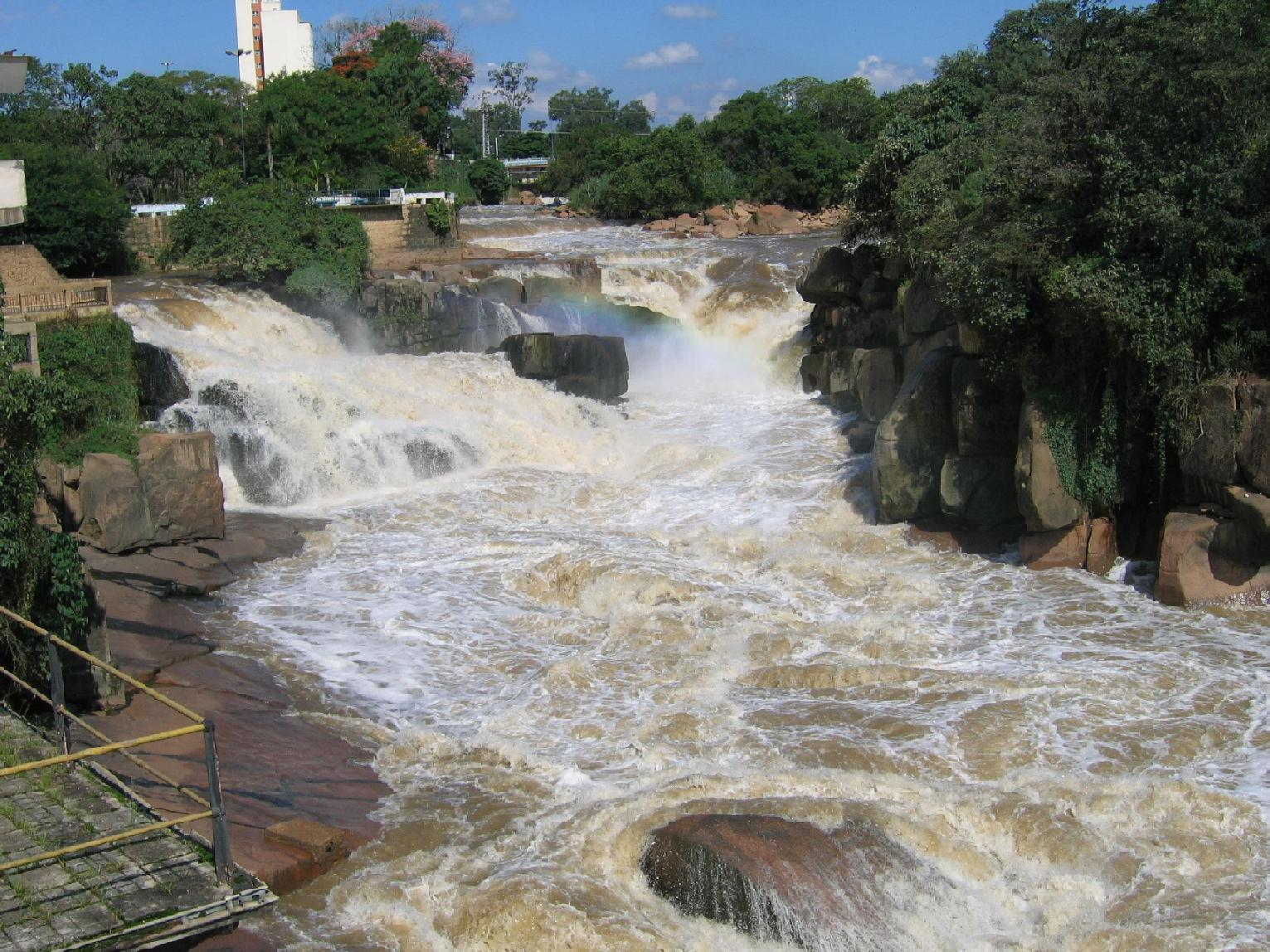
Rio Tietê na cidade de Salto

Tendo em vista que o Juiz Eleitoral de Salto, Claudio Campos da Silva, expediu no dia 9 de setembro de 2016 uma sentença que indeferia a candidatura de Geraldo Garcia, por conta da não aprovação das contas pelo TCE do candidato quando era prefeito no ano de 2012 na mesma cidade. Geraldo Garcia não contabilizou os votos e Laerte Sonsin fora considerado o prefeito eleito logo após a eleição, como o TRE e o TSE deferiram posteriormente o recurso para a candidatura de Garcia, ele foi considerado eleito posteriormente e assumiu o novo mandato em 1 de janeiro de 2017.